# Шелоховська
Шелоховська (рос. Шелоховская) — присілок в Каргопольському районі Архангельської області Російської Федерації.
Населення становить 560 осіб. Органом місцевого самоврядування до 2020 року було Приозерне муніципальне утворення.

## Історія
Від 1937 року належить до Архангельської області.
Від 2004 року належить до муніципального утворення Приозерне муніципальне утворення.

## Населення
| 2002 | 2009 | 2010 | 2012 |
| ---- | ---- | ---- | ---- |
| 590  | ↘538 | ↘521 | ↗560 |